# Aira

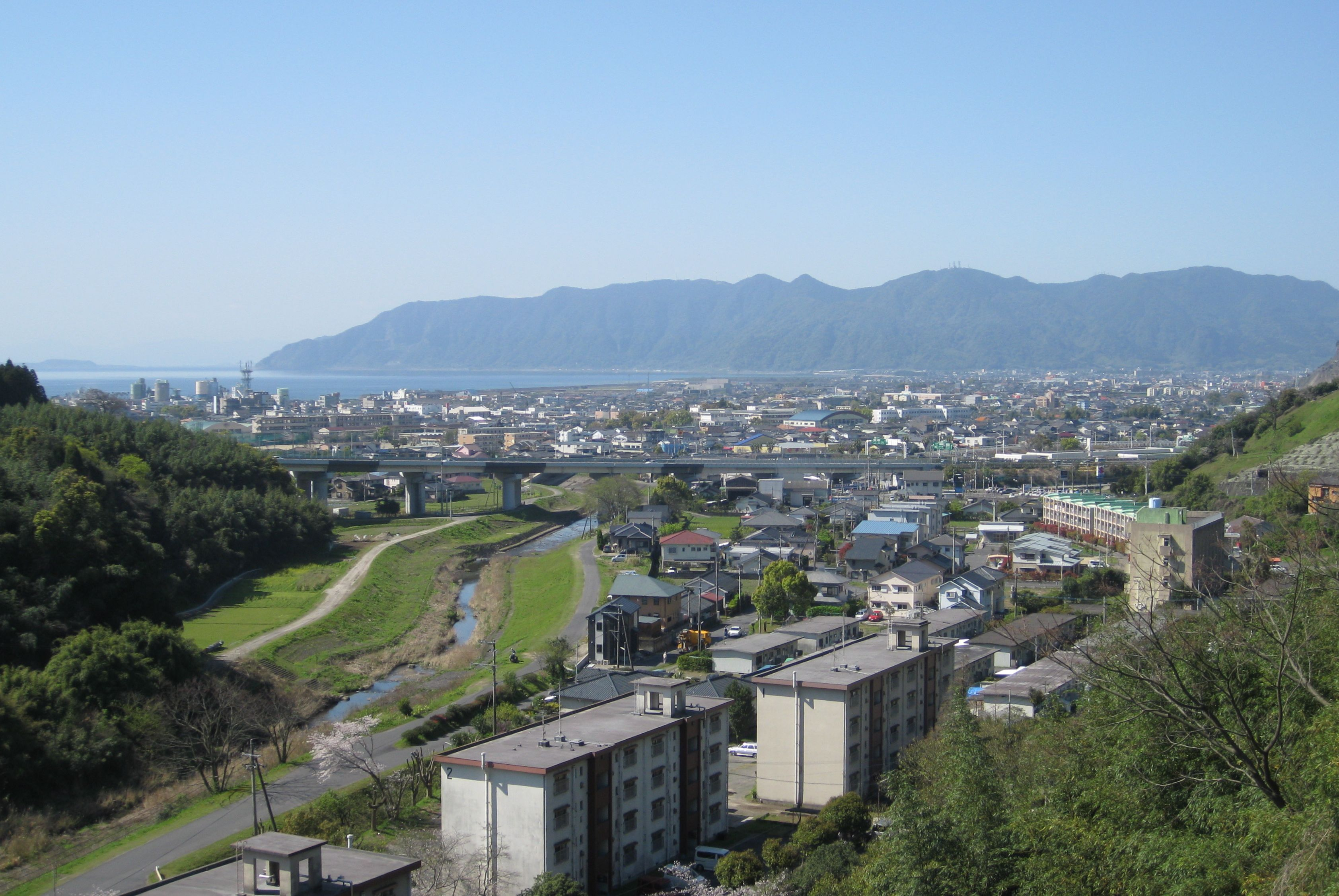
Municipiul Aira și „Câmpia Aira”

Aira (姶良市 Aira-shi?) este un municipiu din Japonia, prefectura Kagoshima.